# Aleksander Iwaniec

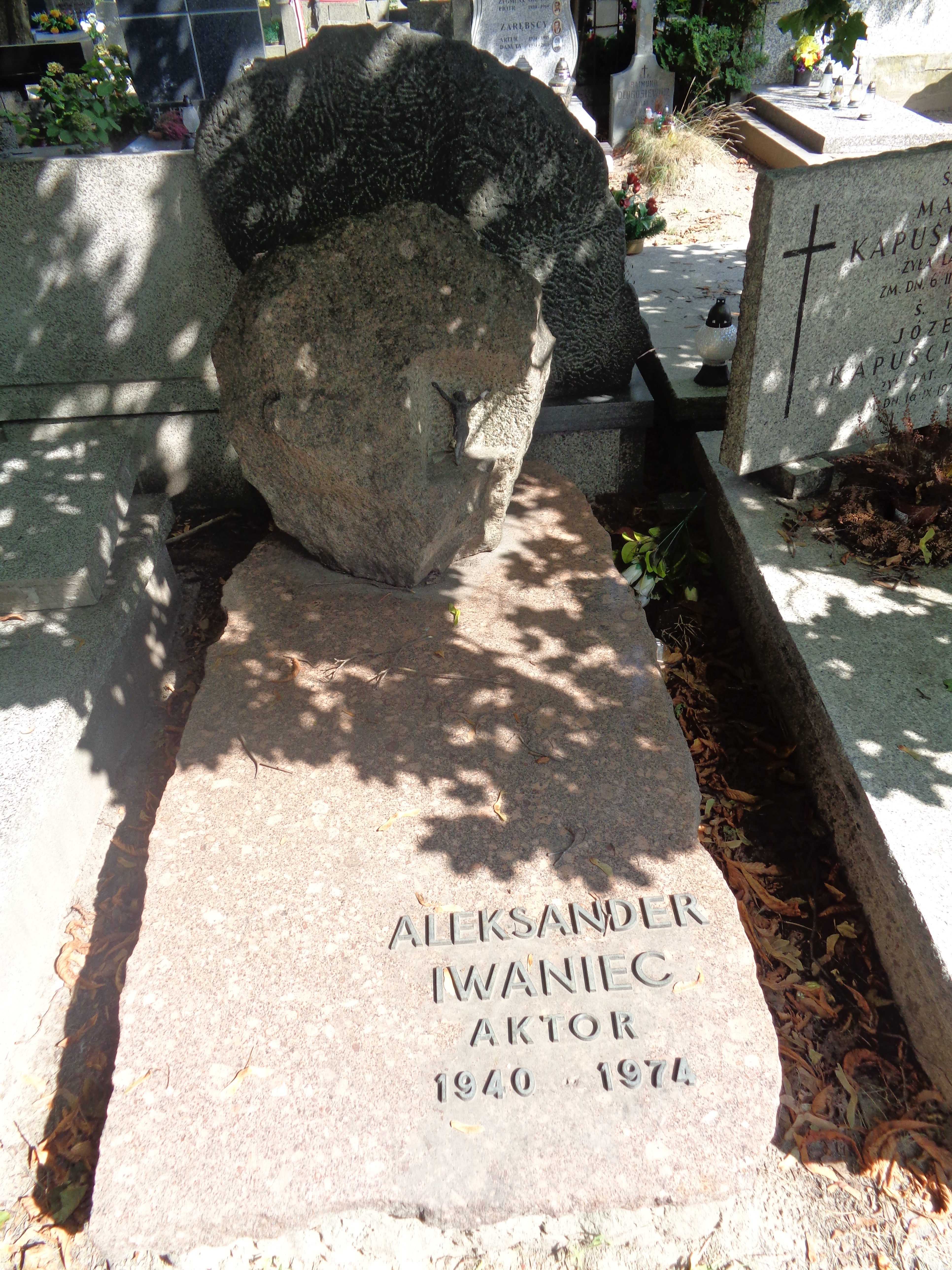
Grób Aleksandra Iwańca na cmentarzu wojskowym na Powązkach

Aleksander Iwaniec (ur. 16 marca 1940 w Warszawie, zm. 9 marca 1974 w Serokach) – polski aktor filmowy.

## Życiorys
W 1960 ukończył studia na Wydziale Aktorskim PWSTiF w Łodzi.
Zginął w wypadku samochodowym. Został pochowany na Cmentarzu Wojskowym na Powązkach w Warszawie (kwatera B36-6-25).

## Filmografia
- Rękopis znaleziony w Saragossie (1964) jako bandyta
- Żywot Mateusza (1967) jako myśliwy
- Pułapka (1970) jako porucznik Walczuk
- Agent nr 1 (1971) jako Stratos
- Mateo Falcone (1971) jako Kapral
- Markheim (1971) jako Kochanek Karolinki
- Skarb trzech łotrów (1972) jako George Cigoliani, morderca Maddocka
- Godzina za godziną  (1974) jako Tadeusz Kowalik